# Peregrino Laziosi
Peregrino ou Pelegrino (em italiano:  Peregrino Laziosi, também conhecido como Peregrino de Forlì) é um santo da Igreja Católica, patrono dos doentes do câncer.

## Biografia
Peregrino nasceu em Forlì, no norte da Itália, em 1260, numa família rica. Seus pais e quase toda a cidade compartilhavam de um sentimento anti-clerical. Numa certa ocasião, o papa enviou para lá um representante especial para pregar e tentar vencer a resistência local. O seu nome era Filipe Benício. A princípio, tudo correu bem e o povo correspondia à pregação. Porém, Peregrino apareceu com seu grupo de arruaceiros e expulsaram São Filipe do púlpito, chegado a bater-lhe no rosto durante o ato. O frade ofereceu-lhe a outra face e o perdoou, deixando Peregrino tão cheio de remorsos que ele foi até o frade para se desculpar. Depois disso, Peregrino não quis mais andar com seus antigos amigos e passou a dedicar cada vez mais tempo à oração. A Virgem Maria supostamente apareceu para ele e comandou que ele fosse até Siena, onde ele se juntou aos "Servos de Maria" (os servitas). O superior que o recebeu ali foi Filipe Benício e lá ele se penitenciou por seus pecados.
Uma das penitências que ele se auto-impôs era de permanecer de pé sempre que não fosse obrigatório sentar-se. Por conta disso, ele não se sentou por trinta anos, o que provocou-lhe varizes e, posteriormente, o câncer em sua perna e no seu pé. As chagas se tornaram tão dolorosas a ponto de os médicos terem se preparado para amputar-lhe o pé, mas, na noite anterior à cirurgia, Peregrino passou muitas horas em oração aos pés do crucifixo. Finalmente, tomado pelo sono, ele teve uma visão de Jesus tocando-lhe o pé. Na manhã seguinte, ele estava completamente curado. É por isto que ele é considerado como o santo padroeiro dos pacientes de câncer.